# Фрипорт (Илиноис)
Фрипорт (енгл. Freeport) град је у америчкој савезној држави Илиноис. По попису становништва из 2010. у њему је живело 25.638 становника.

## Демографија
Према попису становништва из 2010. у граду је живело 25.638 становника, што је 805 (3,0%) становника мање него 2000. године.
| Група             | 2000.          | 2010.          |
| Белци             | 21.399 (80,9%) | 19.313 (75,3%) |
| Афроамериканци    | 3.651 (13,8%)  | 4.155 (16,2%)  |
| Азијати           | 257 (1,0%)     | 218 (0,9%)     |
| Хиспаноамериканци | 561 (2,1%)     | 1.056 (4,1%)   |
| Укупно            | 26.443         | 25.638         |